# شق الجيب
استئصال الجيب أو بضع الجيب أو شق الجيب (بالإنجليزية: Sinusotomy)‏ هي عملية جراحية يتم فيها إجراء شَق في الجيب بهدف تقليل أو منع الالتهاب. أول عملية شَق جيب حصلت في عام 1962 على يد كرازنوف.